# ديف ألستون
ديف ألستون (بالإنجليزية: Dave Alston)‏ هو لاعب كرة قاعدة أمريكي، ولد في 1846 في شيكاغو في الولايات المتحدة، وتوفي بنفس المكان في 20 أبريل 1893.